# Vico Magistretti
Ludovico Magistretti, detto Vico (Milano, 6 ottobre 1920 – Milano, 19 settembre 2006), è stato un progettista, architetto e urbanista italiano.

## Biografia
(Vico Magistretti)

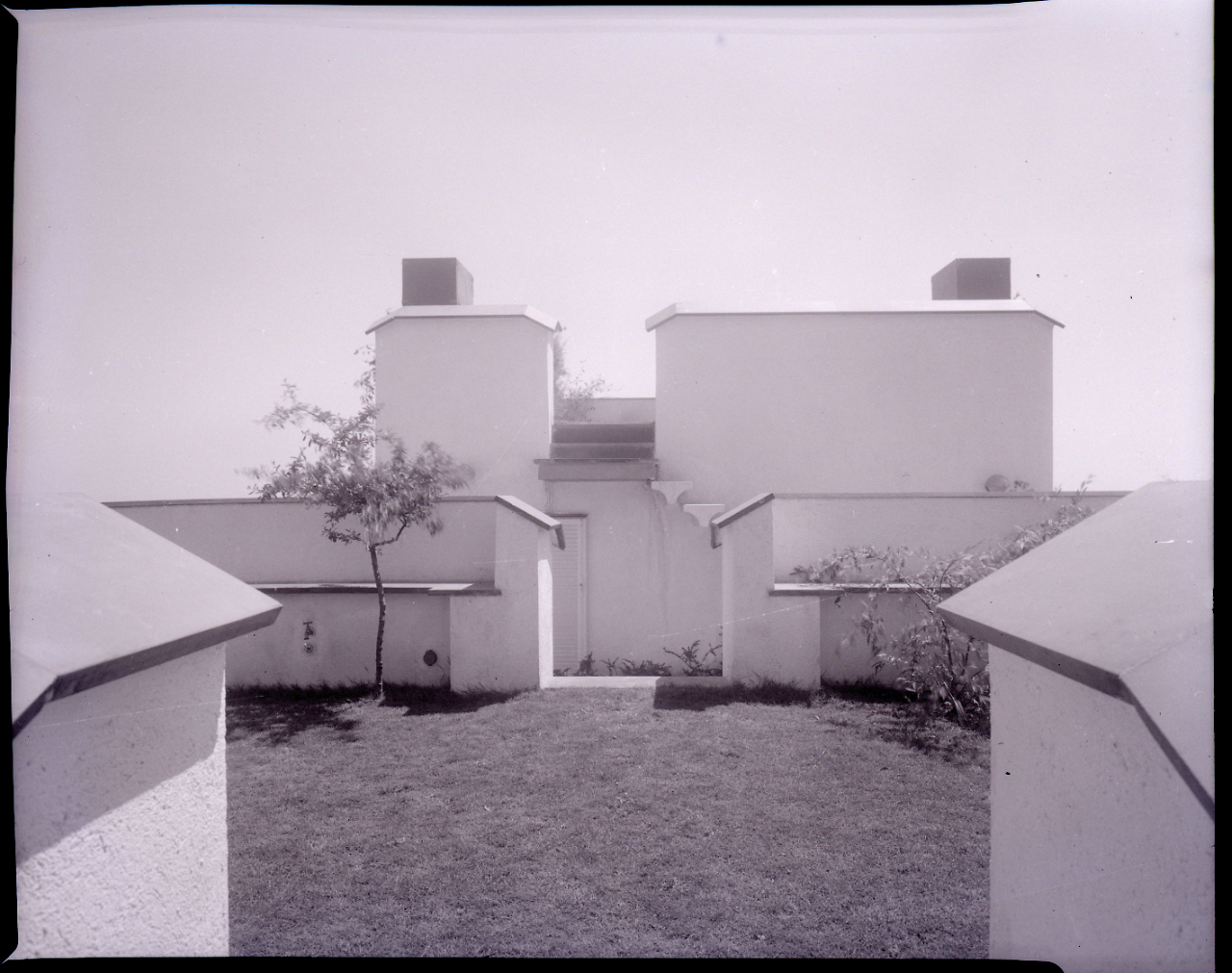
Villa Arosio, Arenzano (1958). Foto di Paolo Monti, 1959.

Nato in una famiglia della borghesia milanese il 6 ottobre 1920, Vico Magistretti frequenta il Liceo Ginnasio Giuseppe Parini per poi iscriversi, nell'autunno del 1939, alla facoltà di Architettura del Politecnico di Milano, dove insegnano personaggi di spicco nel panorama architettonico dell'epoca come Gio Ponti e Piero Portaluppi. Tra il 1943 e il 1944 decide, come molti intellettuali dell'epoca, di allontanarsi dal proprio Paese e si trasferisce in Svizzera dove, nel Champ Universitarie Italien di Losanna, ha modo di seguire alcuni corsi accademici. Risale a quel periodo la sua frequentazione con Ernesto Nathan Rogers, che rimarrà nel ricordo dell'architetto come persona chiave della sua formazione intellettuale.
Nel 1945 torna a Milano, dove il 2 agosto dello stesso anno si laurea in Architettura presso il Politecnico. Inizia subito l'attività professionale nello studio del padre, l'architetto Pier Giulio Magistretti (di cui si ricorda la partecipazione all'Arengario di piazza Duomo, in collaborazione con Giovanni Muzio, Piero Portaluppi, Enrico Agostino Griffini, e la realizzazione di alcuni tra i più significativi edifici della Milano degli anni venti e trenta) in via Conservatorio. Sono questi gli anni della ricostruzione, che lo vedono impegnato sul doppio fronte dell'associazionismo culturale (nel 1946 è tra i promotori del Movimento Studi Architettura) e dell'attività professionale, inizialmente svolta soprattutto nel campo dell'edilizia sovvenzionata.
Dal 1949 al 1959 progetta e realizza circa 14 interventi per l'INA-Casa e con Mario Tedeschi partecipa anche all'impresa collettiva del Quartiere Triennale 8 (QT8) con il quartiere reduci d'Africa e successivamente con la Chiesa di Santa Maria Nascente (1953-1955). Nella Milano delle Triennali e della nascente industria del design, particolare rilievo assume la sua partecipazione alle edizioni della VIII, IX (medaglia d'oro), X Triennale (gran premio), fino a curare per l'ente milanese alcune mostre nell'ambito delle esposizioni più recenti (in particolare la XII Triennale del 1960 insieme a Ignazio Gardella). 
Negli anni cinquanta realizza due dei suoi edifici più significativi a Milano: la torre al Parco in via Revere (1953-56, con Franco Longoni) e il palazzo per uffici in corso Europa (1955-57); a questi si aggiungeranno negli anni successivi altri numerosi interventi di particolare rilevanza, tra i quali, nel 1962-64, le torri di piazzale Aquileia.

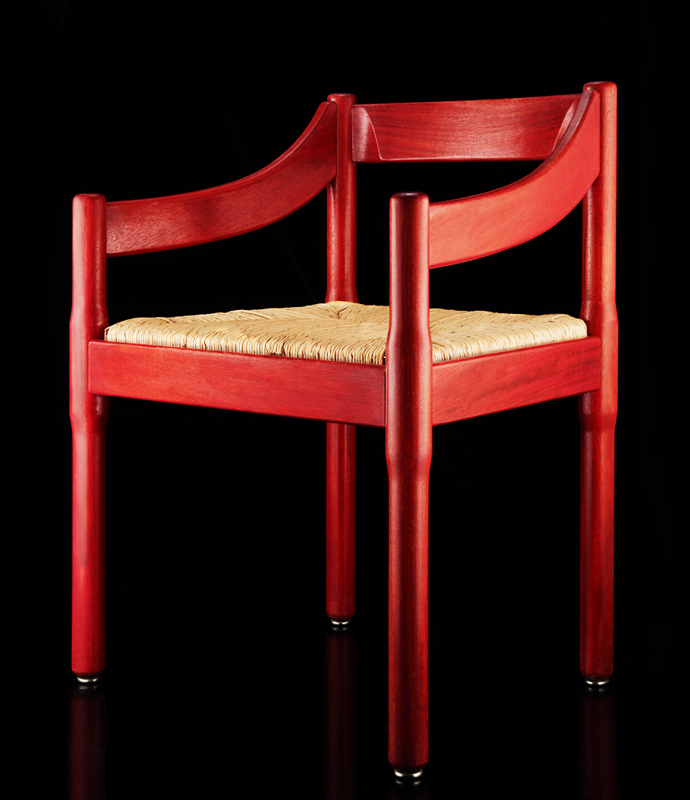
Sedia Carimate, 1959

Nel 1956 è tra i soci fondatori dell'Associazione per il Disegno Industriale (ADI). Nel 1959 fa parte della giuria del Premio Compasso d'oro insieme a Bruno Alfieri, Giulio Minoletti, Augusto Morello e Giovanni Romano. Nel 1960 è di nuovo tra i giurati del premio dell'ADI assieme a Lodovico Belgiojoso, Augusto Magnaghi, Augusto Morello e Marco Zanuso.
La particolare attenzione rivolta al tema della casa e dell'abitare finisce per monopolizzare, a partire dagli anni sessanta, la sua attività di architetto, facendogli mettere a punto un linguaggio estremamente espressivo che, seppur talvolta polemicamente criticato, ha molta presa nella cultura architettonica lombarda del periodo, permettendogli di divenirne uno dei maggiori protagonisti. In tale contesto si inserisce la sua partecipazione nel 1959 al Congresso CIAM (Congrès Internationaux d'Architecture Moderne) di Otterlo (Paesi Bassi), dove gli italiani presentarono la torre Velasca dei BBPR, la mensa Olivetti di Ignazio Gardella, le case a Matera di Giancarlo De Carlo e la casa Arosio ad Arenzano realizzata l'anno precedente da Magistretti. Queste opere provocarono scandalo e furono in un certo senso l'emblema della crisi che in quegli anni colpì la nota istituzione, fino ad allora protagonista indiscussa del dibattito intorno all'architettura. La casa Arosio sembra segnare l'inizio di un'esplorazione molto personale di un linguaggio che si esprime con nitidezza anche in altre coeve case unifamiliari quali la villa Schubert a Ello (1960), la casa Gardella ad Arenzano (1963-64) e la villa Bassetti ad Azzate (1960-62).
Negli anni successivi, l'attività di architetto è sempre più affiancata a quella di designer, con la progettazione di arredi e oggetti rimasti "classici". Per l'architetto lombardo la semplicità non era mancanza di decorazione ma assenza di ridondanza, nella convinzione che la 'differenza' consisteva nel dettaglio concettuale: da lì la sua predilezione per il 'concept design' visibile in quasi tutta la sua produzione. È l'epoca del Municipio di Cusano Milanino (1966-69), del quartiere Milano-San Felice (1966-69, con Luigi Caccia Dominioni), della casa in piazza San Marco (1969-71) ma anche del premio Compasso d'oro per la lampada Eclisse (1967), per la lampada "Atollo" (1979) e per la poltrona Maralunga (1973, premio nel 1979).
I riconoscimenti nel campo del design conseguiti da Magistretti sono numerosi; nel campo prettamente architettonico viene nominato membro dell'Accademia di San Luca nel 1967 e designato a membro onorario al Royal College of Art di Londra, dove è anche visiting professor. Ha, inoltre, insegnato alla Domus Academy di Milano e tenuto conferenze e lectures in Europa, Giappone e Stati Uniti. Nel 1986 è stato premiato con la medaglia d'oro dal SIAD (Society of Industrial Artists and Designers).
Tra le opere più recenti la sede del Dipartimento di Bioscienze dell'Università di Milano (1978-81, con Francesco Soro), il progetto per una casa d'abitazione in piazzale Dateo (1984 con Francesco Soro), la casa Tanimoto a Tokyo (1985-86), il Centro Cavagnari a Parma (1983-85), il tecnocentro della Cassa di Risparmio di Bologna (1986-88) e per l'ATM di Milano il Deposito Famagosta (1989-2002), il supermarket Esselunga a Pantigliate (1997-2001), la villa a Saint Barth nelle Antille Francesi (2002), gli uffici dell'ex lanificio Cerruti a Biella (2005) e la villa a Epalinges, vicino a Losanna (2005), uno dei suoi ultimi progetti realizzati prima della scomparsa nel 2006.
A partire dagli anni sessanta l'attività di designer è scandita annualmente dalla creazione di nuovi "pezzi", eventi attesi anche in occasione del Salone del Mobile di Milano che, nel 1997, ha dedicato proprio a Vico Magistretti una mostra monografica accanto a quella del suo "insegnante" Gio Ponti.
Nel 2003 presso il Palazzo Ducale di Genova è stata allestita la mostra Vico Magistretti. Il design dagli anni Cinquanta a oggi interamente centrata sulla sua opera come designer. Nello stesso anno è nominato membro del comitato scientifico della Fondazione Politecnico di Milano e nel 2005 riceve il premio speciale Abitare il tempo. I suoi ultimi progetti di design sono stati presentati al Salone del Mobile del 2008. Sue opere di design sono esposte presso la collezione permanente del MOMA di New York e presso altri musei in America e in Europa.
Nel 2010 nasce in via Conservatorio a Milano, con sede proprio nello studio dove l'architetto e designer milanese ha lavorato per oltre sessant'anni, la Fondazione Studio-Museo Vico Magistretti, promossa e presieduta da sua figlia, Susanna, in collaborazione con il Triennale Design Museum di Milano e altri fondatori in carica come De Padova, Flou, Artemide, Oluce e Schiffini.
Il museo attraverso un percorso didattico-espositivo, si propone di tracciare un iter progettuale che ripercorra tutte le tappe della produzione dell'architetto dal 1946 al 2006, attraverso l'esposizione di collezioni permanenti e mostre temporanee di un vasto archivio che conserva all'incirca 30.000 schizzi e disegni tecnici, 3000 documenti, 7000 fotogrammi nonché una collezione di modelli e prototipi. La Fondazione è dal 2007 riconosciuta come bene culturale per importanza storica e sottoposta al vincolo di tutela.
La Triennale di Milano ospita a partire dall'11 maggio 2021 e fino al 12 settembre 2021 una mostra retrospettiva dal titolo Vico Magistretti. Architetto milanese che ne ripercorre per la prima volta il percorso progettuale in maniera unitaria, dall’architettura agli allestimenti, dal design al disegno urbano, insieme ai numerosi contatti internazionali.

## Opere

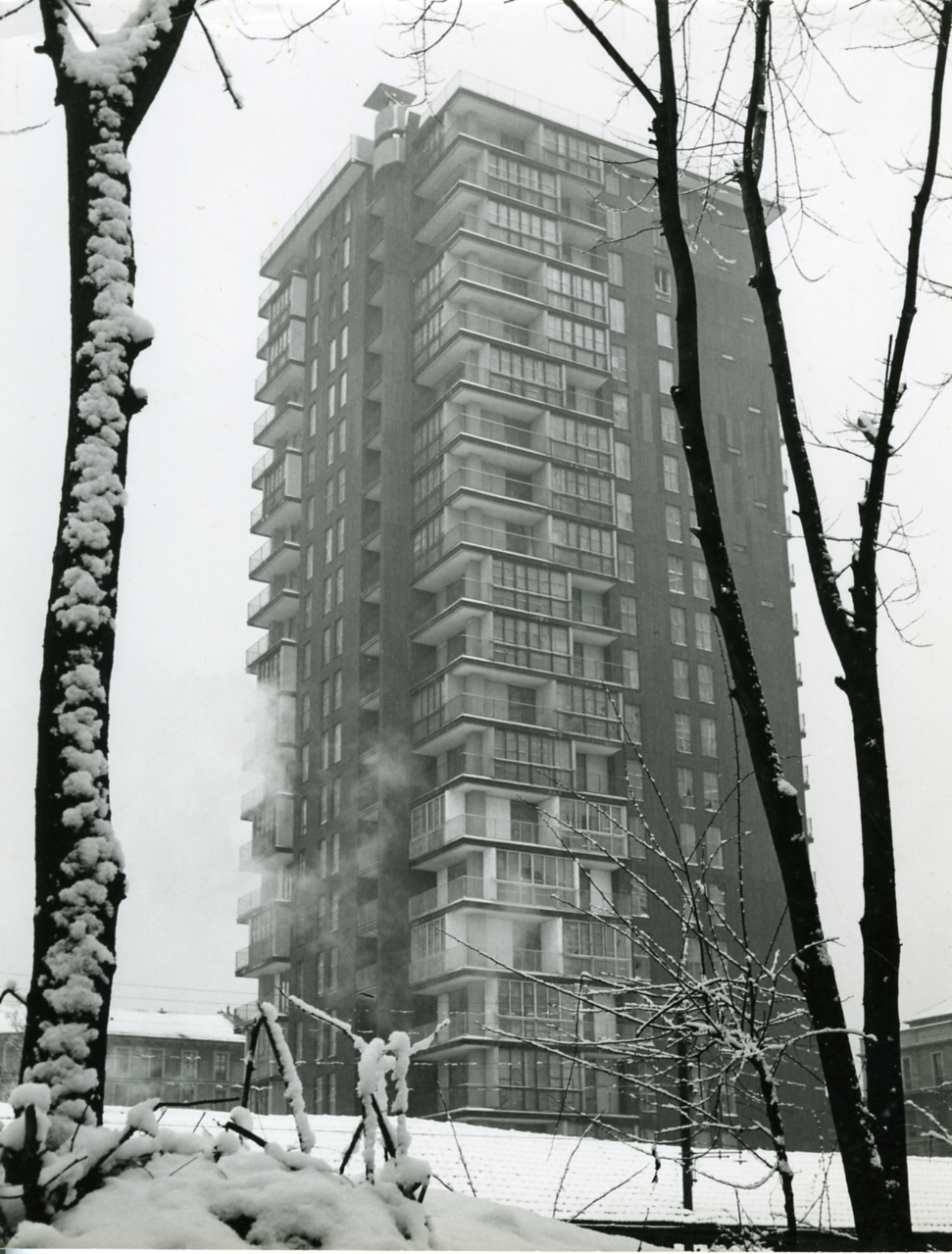
Torre del Parco, Milano (1953-56, con Franco Longoni). Foto di Paolo Monti.

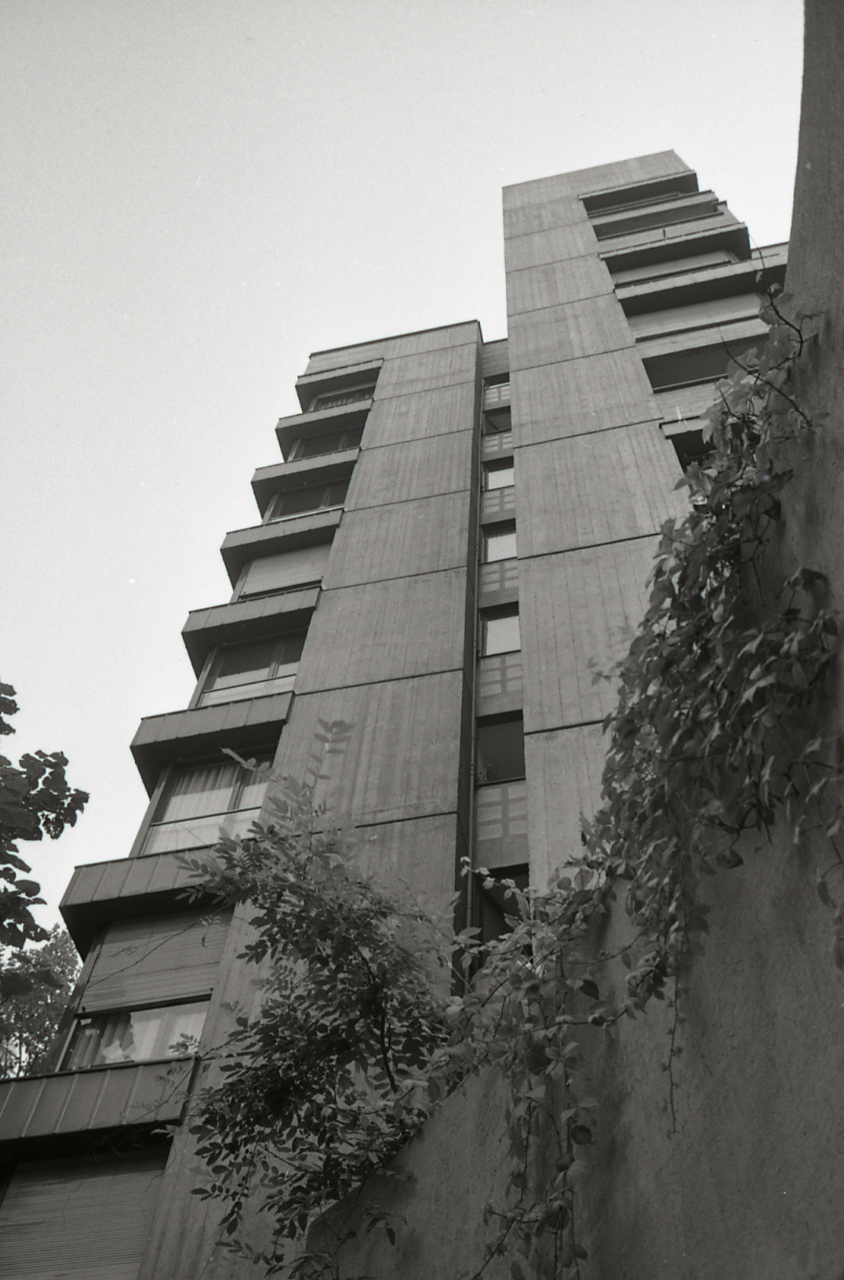
Milano, casa torre in piazzale Aquileia 8 (angolo via Lipari), 1964-1965. Foto di Paolo Monti, 1965.

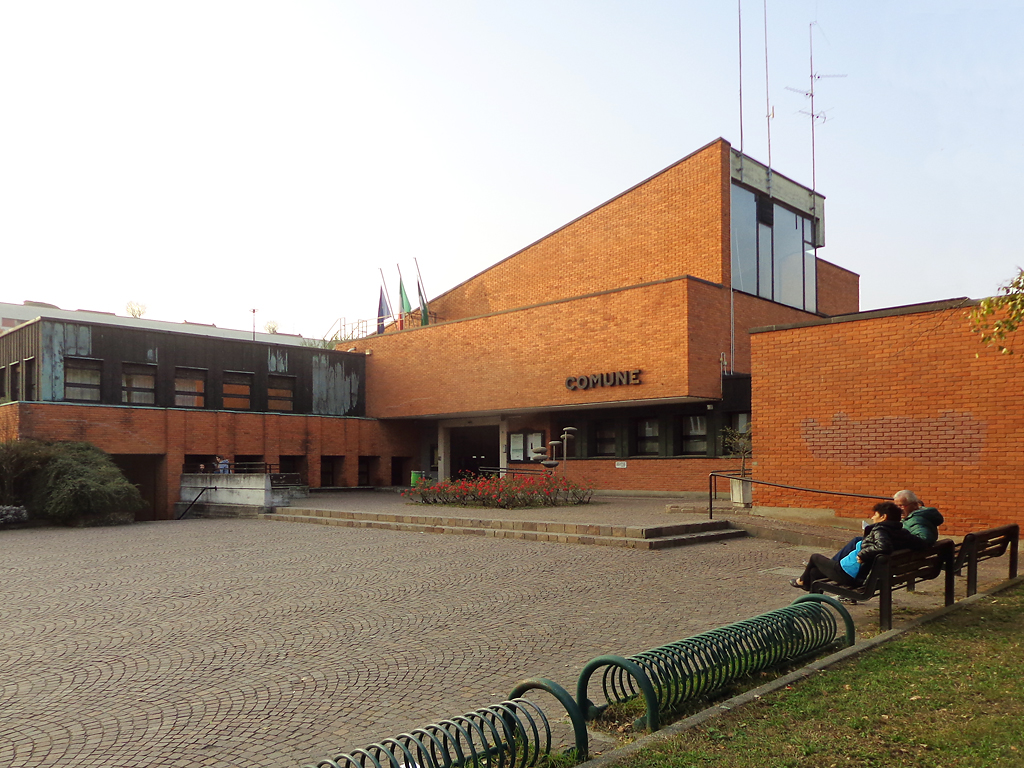
Municipio di Cusano Milanino, 1971-1972

(elenco non esaustivo)

### Architettura
- 1948 Casa per reduci al QT8 (con Paolo Chessa e Mario Tedeschi)
- 1949 Concorso INA - Casa, Piacenza
- 1950 Casa in corso di Porta Ticinese, Milano
- 1952 Casa in via Santa Marta, Milano
- 1953 Laboratori Cementi Rossi, Piacenza
- 1953-1956 Torre del Parco, via Revere a Milano (con Franco Longoni)
- 1953-1954 Chiesa di Santa Maria Nascente al QT8, Milano (con Mario Tedeschi)
- 1956 Centro ricreativo e teatro cinema, Rescaldina
- 1957 Palazzo per uffici in corso Europa n. 22, Milano[6]
- 1958 Casa Arosio, Arenzano
- 1959 Chiesa a Ravello di Rescaldina, Milano
- 1961 Quartiere San Felice, Milano
- 1961 Casa in via Leopardi, Milano
- 1962 Casa Bassetti, Azzate
- 1963 Casa Gardella, Arenzano
- 1964 Casa a Torre in piazzale Aquileia, Milano
- 1965 Casa Cassina, Carimate
- 1966 Apartment House Marina Grande, Arenzano
- 1966 Case in via Conservatorio, Milano
- 1967 Case a Framura
- 1969 Municipio di Cusano Milanino
- 1969 Scuola elementare a Meda (con Gae Aulenti)
- 1969-1972 Case a torre prefabbricate di via Mario Borsa, Milano[7]
- 1970 Case in Piazza San Marco, Milano
- 1973 Case ad Arizzano, Verbania
- 1973 Casa Giovanardi a Portobello di Gallura
- 1976 Case a Roca Llisa, Ibiza (Spagna) con F. Soro
- 1978 Interni Penthouse del regista Kinoshita a Roma
- 1978 Scuola media a San Daniele del Friuli
- 1978-1981 Facoltà di Biologia, Milano
- 1980 Casa Vanelo, Marina di Massa
- 1984 Progetto Case in piazzale Dateo (Milano)
- 1985 Centro Cavagnari della Cassa di Risparmio, Parma
- 1986 Villa Tanimoto, Tokyo
- 1988 Tecnocentro Cassa di Risparmio di Bologna, Bologna
- 1989 Deposito ATM Famagosta, Milano
- 1993 Case ad Agrate Conturbia
- 1994 Nuovi uffici Barilla, Pedrignano
- 1997 Superstore Esselunga, Pantigliate
- 2002 Villa a Saint Barthélemy (Antille francesi)
- 2003 Progetto ampliamento Municipio di Cusano Milanino
- 2004 Progetto villa a Epalinges (Losanna)
- 2005 Ampliamento uffici ex lanificio Cerruti, Biella
- 2005-2006 Progetto abitazioni a Ceparana

Architetture di Magistretti fotografate da Paolo Monti
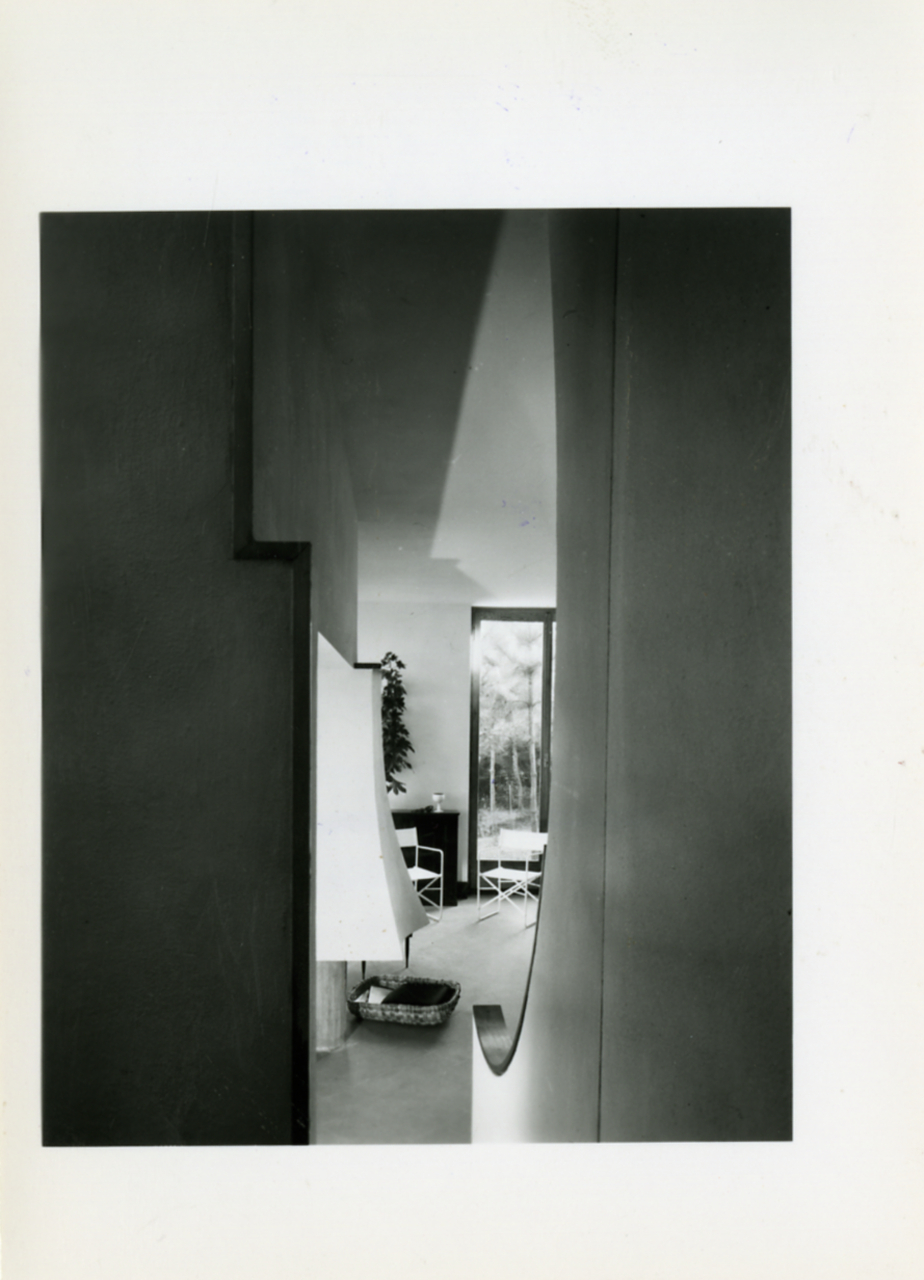
Villa Arosio, Arenzano (1958): interni
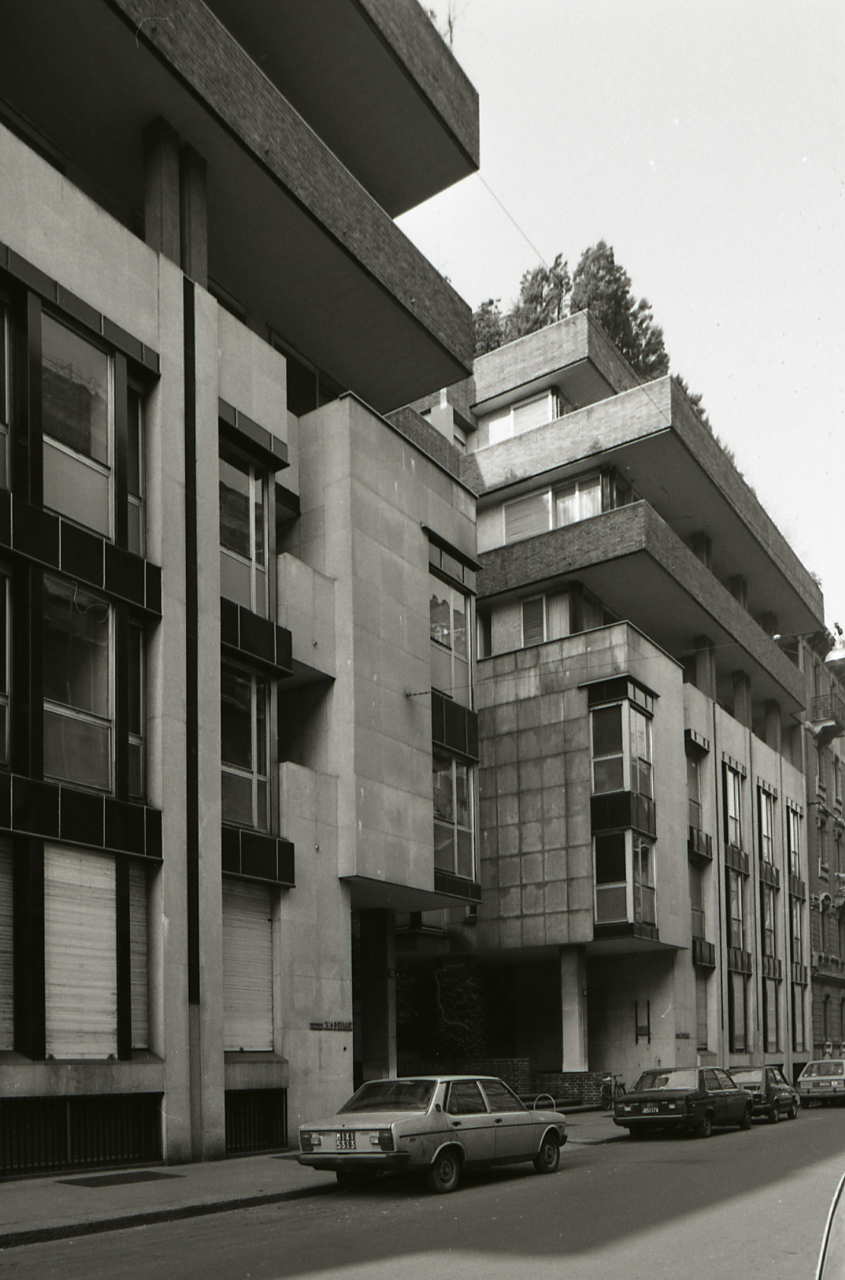
Edificio di via Leopardi, Milano (con Guido Veneziani), 1961
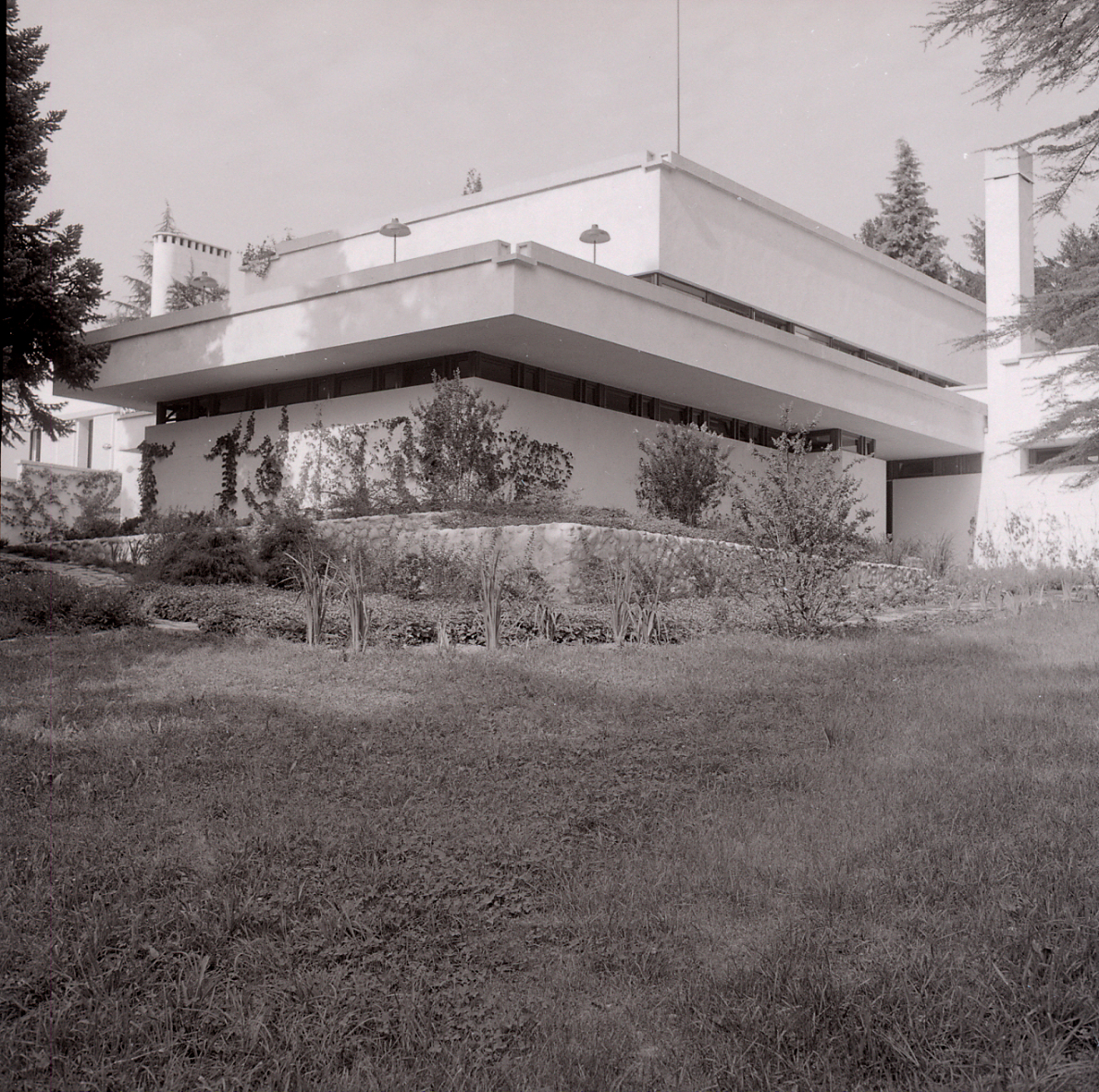
Golf club di Carimate (con Guido Veneziani)

### Design
- 1946 Claritas, lampada
- 1949 Tavolini sovrapponibili per Azucena
- 1951 Sending, tavolo allungabile per Tecno
- 1956 Torre al Parco, maniglia per Olivari
- 1960 Carimate, sedia per Cassina
- 1961 Omicron, lampada
- 1961 Lambda per Artemide
- 1962 Caori, tavolino
- 1963 Omega, Mania, lampade per Artemide
- 1964 Demetrio, tavolini in materiale plastico per Artemide
- 1965 Eclisse, Dalù, Cirene, lampade per Artemide
- 1966 Chimera, Telegono, Teti, lampade per Artemide
- 1967 Stadio, tavolo in materiale plastico per Artemide
- 1967 Triteti, lampada per Artemide
- 1968 Caledonia, divano
- 1968 CS49 Samarcanda, scrivania per FabbricaPoggi
- 1968 SD51 Golem, sedia per FabbricaPoggi[8]
- 1969 Selene, sedia (brevetto 1967) per Artemide
- 1969 Ciambella, lampada per Fontana Arte
- 1969 Telegon, lampada per Artemide
- 1970 Gaudì, Vicario, Golem, sedie per Artemide
- 1971 Impiccato, lampada
- 1972 Timo, cucina per Schiffini
- 1973 Maralunga, poltrona e divano per Cassina
- 1973 MB55, contenitore per FabbricaPoggi[8]
- 1973 TL56, tavolo per FabbricaPoggi[8]
- 1974 Sonora e Snow, lampada per Oluce
- 1975 Ekkon, Armilla, Troco, lampade
- 1975 Dim, lampada per Oluce
- 1976 Safran, tavolo e sedie
- 1977 Fiandra poltrone componibili e singole-divano per Cassina
- 1977 Nuvola rossa, libreria per Cassina
- 1977 Atollo, lampada per Oluce
- 1977 Lyndon, lampada da terra per esterno per Oluce
- 1978 Nathalie, letto per Flou
- 1978 Linz, lampada per Oluce
- 1979 Broomstick, poltrone (Regina d'Africa), divani, sedie, tavoli, appendiabiti (Tenorio), libreria (Bath) per Alias
- 1979 Pascal, lampada per Oluce
- 1980 Paddok, poltrona e divano
- 1980 Kuta, lampada per Oluce
- 1981 Sindbad, polrona e divano per Cassina
- 1981 SD71 Barbettis, sedia per FabbricaPoggi[8]
- 1982 Kobe, letto
- 1983 Veranda, poltrona e divano per Cassina
- 1984 Simi, sedia
- 1985 Cardigan, divano
- 1985 SD75, sedia per FabbricaPoggi[8]
- 1985 MB77, madia per FabbricaPoggi[8]
- 1985 Slalom (Selezione Premio Compasso d'oro ADI 1984) e Idomeneo, lampade per Oluce
- 1986 Vidun, tavolo per De Padova
- 1986 Nara, lampada per Oluce (produzione) Selezione Premio Compasso d'oro ADI 1981
- 1987 Lester, lampada per Oluce
- 1987 Marocca, sedie per De Padova
- 1988 Shigeto, armadio
- 1989 Silver, sedia per De Padova
- 1990 Campiglia, cucina
- 1991 Tanimoto, libreria
- 1991 Nara, lampada per Oluce
- 1992 Incisa, poltroncina
- 1992 Crimea, letto per Flou
- 1992 Sibilla, maniglia per Olivari
- 1993 Tadao, letto per Flou
- 1993 Pierre, Bart, letti
- 1994 Mauna Kea, sedie, tavolini per Kartell
- 1995 Solaro, cucina
- 1996 Maui, sedia per Kartell
- 1994 Vico, Vico duo, Vicosolo, sedie per Fritz Hasen
- 1998 Morocco, lampada
- 1999 Cinqueterre, cucina per Schiffini
- 1999 Club, maniglia per Olivari
- 1999 Ananas, lampada per Fontana Arte
- 2000 Estesa, Africa, sedute
- 2000 Tibet, lampada per Oluce
- 2000 Margaret, lampada per Fontana Arte
- 2001 Grip, bicchieri
- 2002 Blossom, tavolo
- 2003 03 03, sedia in alluminio
- 2003 Bruco, per Fontana Arte
- 2003 Bar Atlantic, per Esselunga
- 2004 Magellano, Pillow, divani
- 2005 Bistrò, poltroncina
- 2005 Piazza San Marco, lampada per Oluce
- 2006 Gemini, tavolino in vetro
- 2006 Fan, Ozu, divano e poltrona

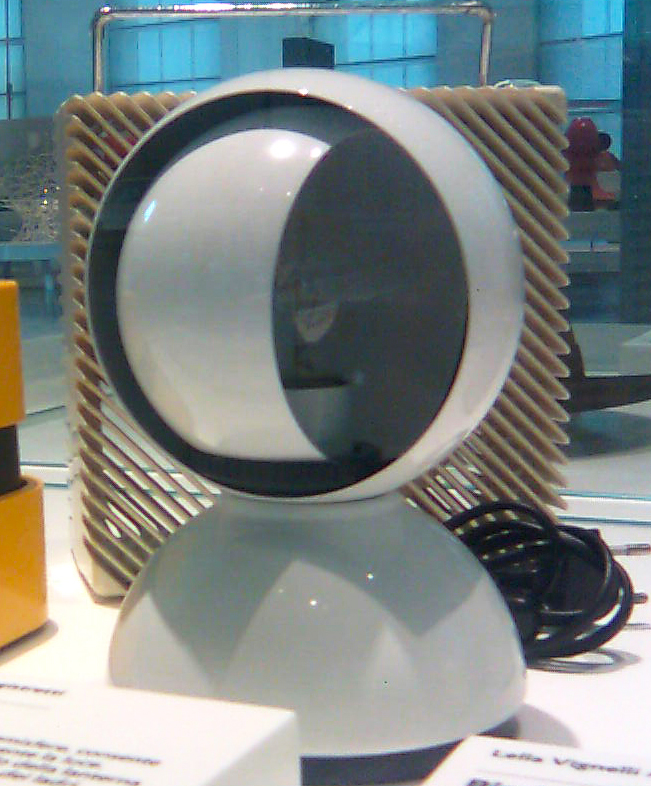
Lampada Eclisse, 1965 (Premio Compasso d'oro 1967)
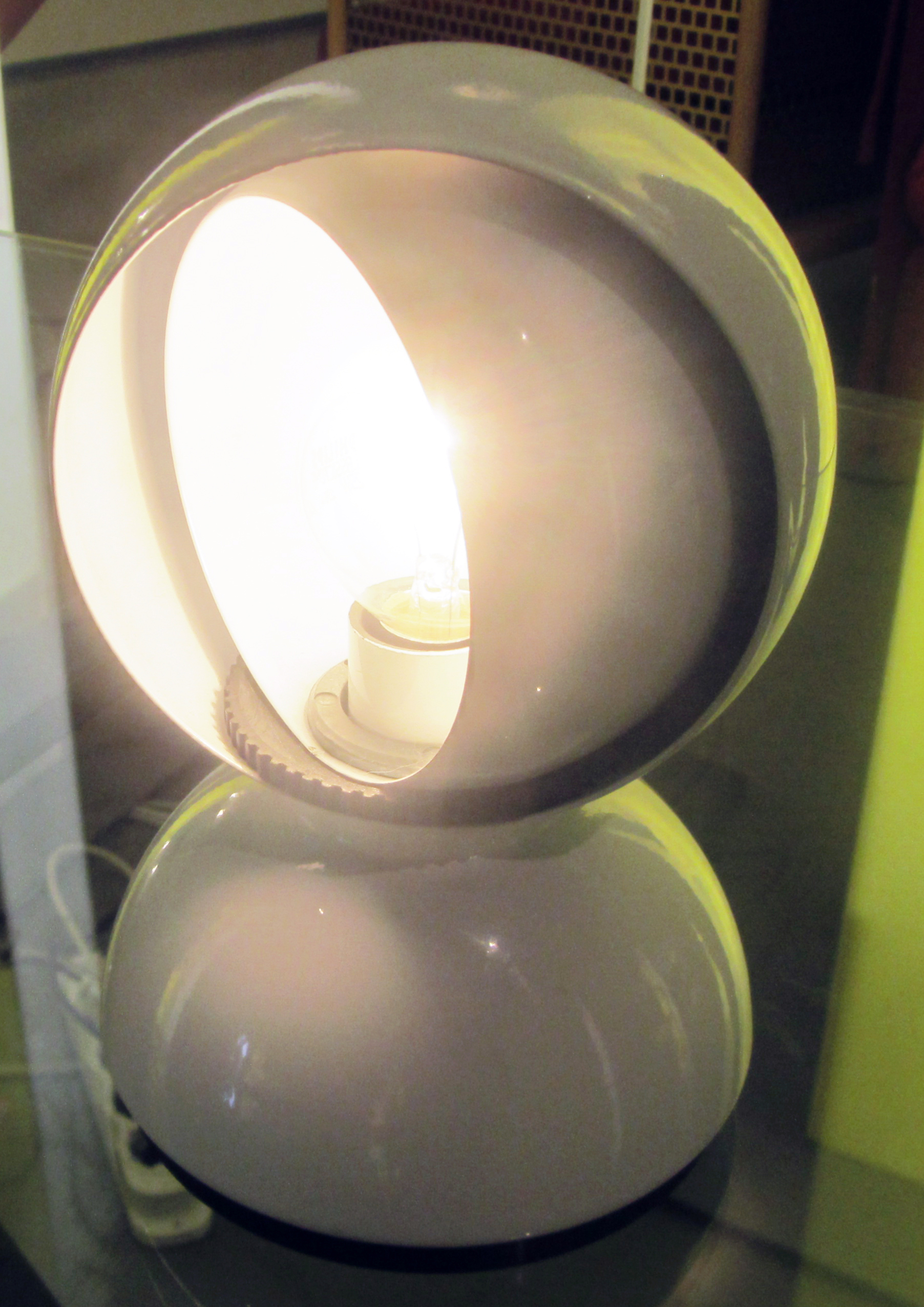
Lampada Eclisse, 1965
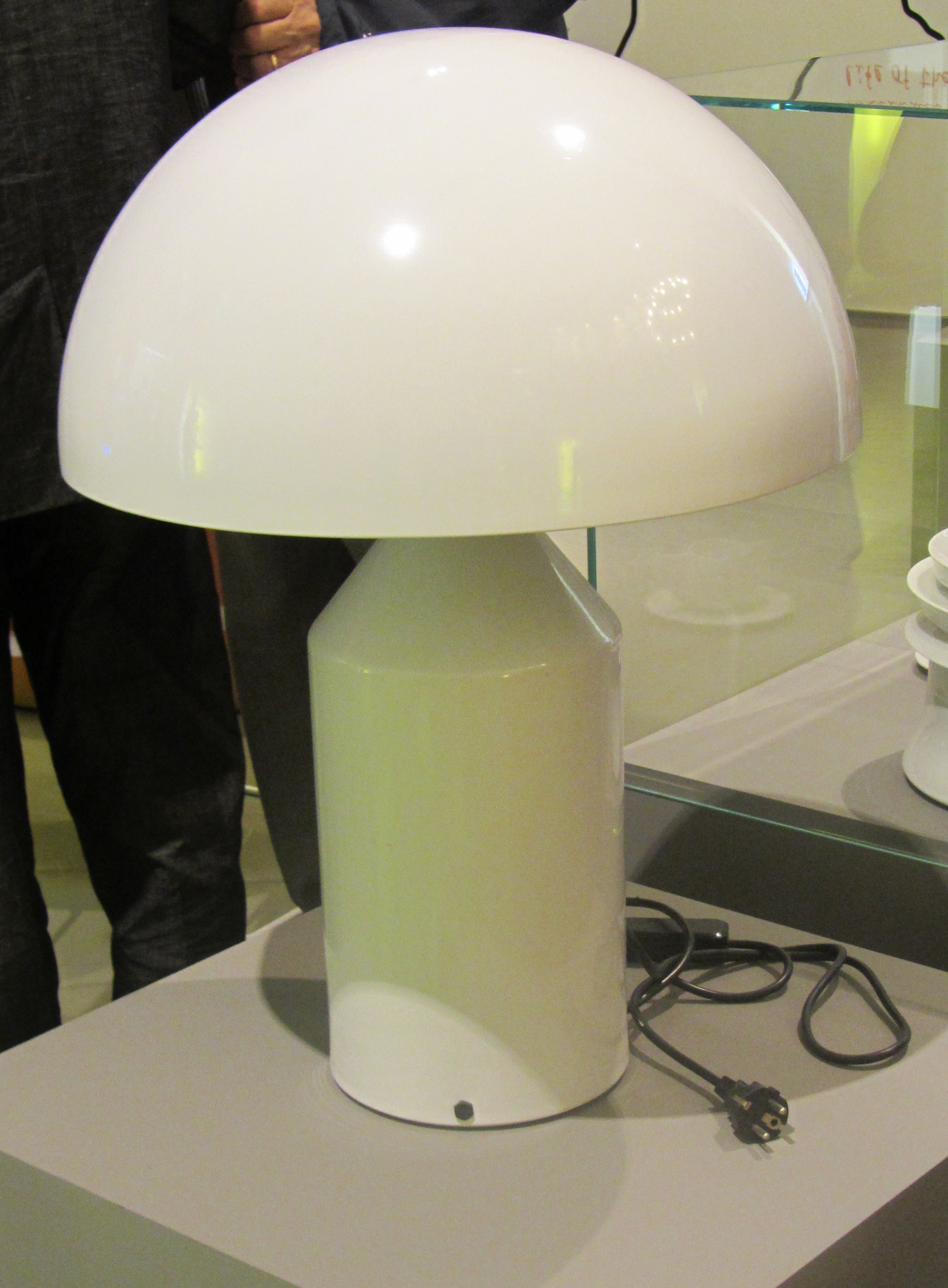
Lampada "Atollo" , 1977
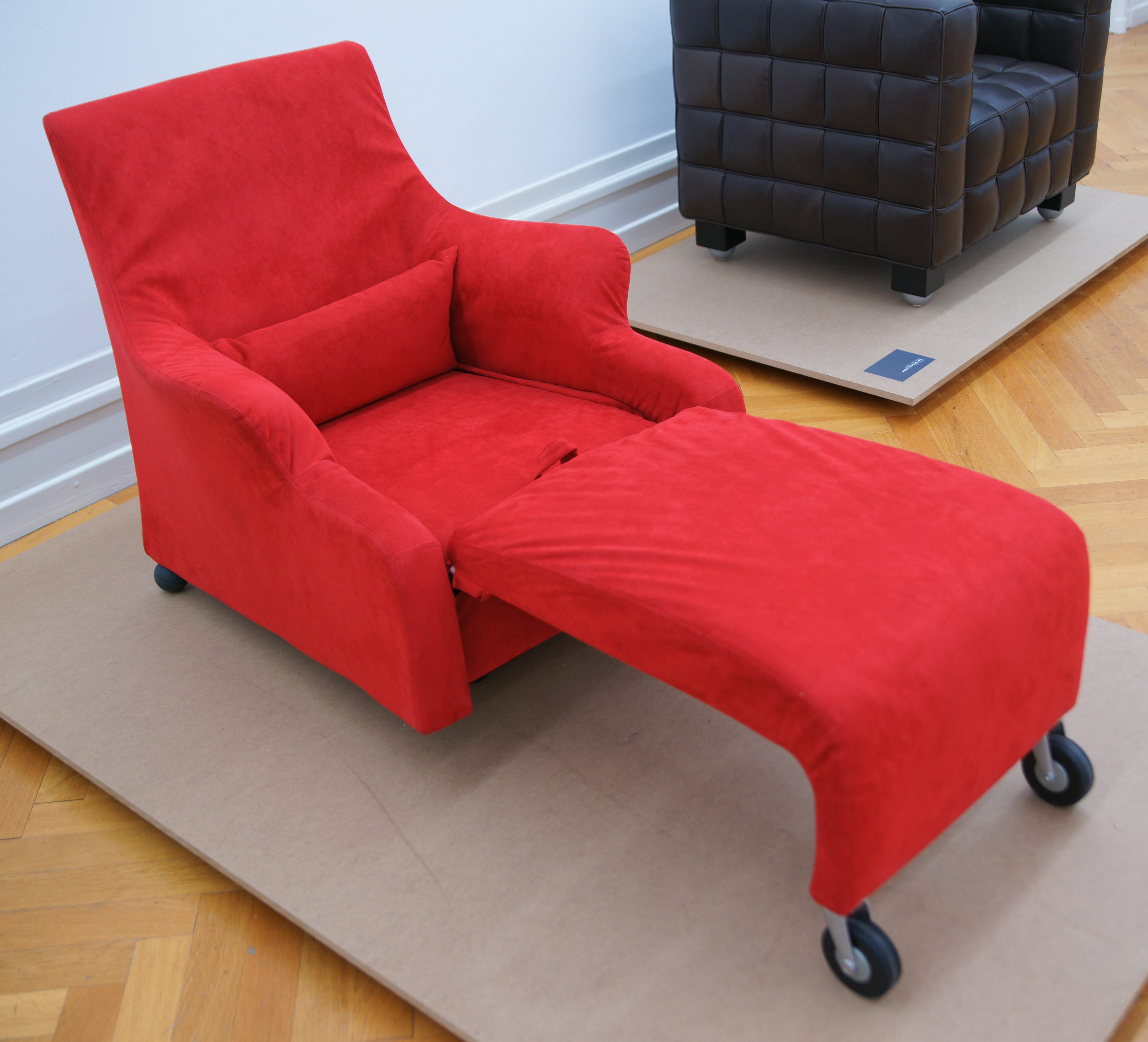
Chaise Longue, 1996 (con Patricia Urquiola)

## Riconoscimenti
- 1948 Gran Premio - VIII Triennale di Milano
- 1951 Medaglia d'Oro - IX Triennale di Milano
- 1954 Gran Premio - X Triennale di Milano
- 1963 Premio regionale IN/ARCH Lombardia per la Torre al Parco di Milano[9]
- 1967 Compasso d'Oro - Milano - lampada Eclisse per Artemide
- 1967 Accademico di San Luca
- 1970 Medaglia d'Oro - Wiener Mobelsalons International - Vienna - tavolo Stadio
- 1970 Medaglia d'Oro Wiener Mobelsalons International - Vienna - sedia Selene
- 1970 Medaglia d'argento Wiener Mobelsalons International - Vienna - lampada Eclisse
- 1970 Medaglia d'argento Wiener Mobelsalons International - Vienna - lampada Telegono
- 1971 Biscione d'Oro - Ente Provinciale per il turismo di Milano
- 1971 Targa d'Argento associazione Italiana Prefabbricazioni per edificio MBM a Milano
- 1979 Compasso d'oro - Milano - lampada Atollo
- 1979 Compasso d'Oro - Milano - poltrona divano Maralunga
- 1982 Sedia d'Oro Mobelsalons Köln - Colonia - poltrona divano Sindbad
- 1982 ASID Product Design Award - NY - poltrona divano Sindbad
- 1982 Commendation of Resources Council INC. - NY - poltrona divano Sindbad
- 1983 Honorary Fellow Royal College of Art - Londra
- 1986 Honorary Fellows Honoris cause R.I.A.S. in Scotland - Aberdeen
- 1986 Medaglia d'Oro della Chartered Society of Industrial Artists & Designers - Londra
- 1987 Forum design 87 - Milano - appendiabiti Spiros
- 1987 Forum design 87 - Milano - poltrona G12
- 1987 Lapiz de Plata - Bienal de Diseno BA/87 - Buenos Aires
- 1988 Ambrogino d'Oro - Milano
- 1989 Medaglia d'Oro di cittadinanza benemerita del Comune di Milano
- 1990 Commitment to excellence Design 100 Metropol - Italian Home - NY
- 1990 Honorary Professor Royal College of Art - Londra
- 1992 Honorary Royal Designer for Industry by the Royal Society of Arts - Londra
- 1994 Top Ten - Upholstered Furniture Design Award Europe 1994 - Colonia - poltrona Louisiana
- 1995 Top Ten - Upholstered Furniture Design Award Europe 1995 - Colonia - divano Tuareg
- 1995 Red Dot - Highest Design Quality - Design Zentrum Nordrhein Westfalen - Essen - sedia Vico
- 1995 Compasso d'Oro alla carriera
- 1995 MD Design Auswahl 95 - Stuttgart - sedia Vico
- 1996 Senior Fellow of the Royal College of art - Londra
- 1997 Medaglia d'Oro “Apostolo del Design” - Milano
- 1997 Red Dot - Highest Design Quality - Design Zentrum Nordrhein Westfalen - Essen - sedia VicoDuo
- 1997 Design Preis Schweiz 97 - Langenthal - Svizzera (sedia e tavolo VicoDuo
- 1997 Internationaler Design Preis des Landes Baden-Württemberg 97 - Design Center Stuttgart - sedia e tavolo VicoDuo
- 1997 G-Mark design 97 - Giappone - sedia e tavolo VicoDuo
- 1998 Industrial Design Excellence Award Gold - Idea Chair 98 - Usa - sedia VicoDuo
- 1998 Tf Product Design Award 98 - Germania - sedia e tavolo VicoSolo
- 1999 G-Mark Design 99 - Giappone - sedia VicoSolo
- 1999 Red Dot - Highest Design Quality - Design Zentrum Nordrhein Westfalen - Essen - sedia VicoSolo
- 2002 Laurea ad Honorem in Disegno Industriale presso il Politecnico di Milano
- 2003 Membro del Comitato Scientifico Fondazione Politecnico di Milano

## Collezioni
- Lampada Snow al Museum Die Neue Sammlung di Monaco di Baviera
- Lampada Slalom al Museum Die Neue Sammlung di Monaco di Baviera e al Museum Fuer Angewandte Kunst di Colonia
- Lampada Kuta al Museum Fuer Kunst und Gewerbe di Amburgo
- Lampada Idomeneo al Museum Fuer Kunst und Gewerbe di Amburgo
- Lampada Atollo al Museum of Modern Art di New York
- Lampada Eclisse al Museum of Modern Art di New York
- Lampada Eclisse al Triennale Design Museum (collezione permanente del design italiano).